# Superneutrone
Superneutrone (Super-Neutron) è un racconto di fantascienza di Isaac Asimov pubblicato per la prima volta nel 1941 sul numero di settembre della rivista Astonishing Stories.
Successivamente è stato incluso nell'antologia Asimov Story (The Early Asimov) del 1972.
È stato pubblicato varie volte in italiano a partire dal 1973.

## Trama
Anno 2144. Un gruppo di quattro amici si incontra a pranzo una volta al mese e a turno uno dei membri della compagnia racconta una storia. Tale storia dev'essere complessa e fantastica, completamente inventata ma verosimile. Gli altri tre membri sono liberi di interrompere e contestare la veridicità del racconto.
Al diciassettesimo incontro è presente anche un ospite, Gilbert Hayes, che chiede di poter raccontare una storia egli stesso. Narra che, quindici anni prima, nel suo lavoro di astronomo scoprì che un pianeta senza campo gravitazionale era entrato nel sistema solare dalla regione del polo sud celeste rimanendo ignoto agli altri astronomi. Hayes paragona il pianeta a un "superneutrone", e dichiara che la sua traiettoria lo porterà in collisione con il Sole nel giro di un'ora, distruggendo il Sole come un neutrone fa con un nucleo di uranio durante la fissione nucleare.
Hayes racconta la sua storia basandola su complesse teorie e osservazioni astronomiche e, alla fine del racconto, mostra ai commensali frammenti di negativi di pellicola sui quali apparentemente è presente una piccola macchia scura diretta contro il Sole. Alle 2:09:30 di notte Hayes annuncia che il superneutrone ha colpito il Sole e che la Terra verrà distrutta nel giro di otto minuti. Con calma, egli annuncia la distruzione prima di Mercurio, poi di Venere, e infine fa il conto alla rovescia degli ultimi trenta secondi della Terra.
Quando la distruzione della Terra non avviene, Hayes spiega che il Sole, tra tutte le stelle che si dovrebbero comportare come nuclei di uranio, si comporta come un nucleo di cadmio, capace di assorbire il superneutrone senza dare origine a una fissione. Sull'onda di un enorme sollievo, i membri della compagnia eleggono Hayes Presidente Perpetuo, anche se il narratore ha dei dubbi sul fatto che la storia possa essere vera, in caso contrario Hayes avrebbe dovuto essere squalificato.